# Morcinek
Morcinek (do 1993 r. Marcinek, dodatkowa nazwa w j. niem. Morczinek) – przysiółek wsi Stare Budkowice, położony w Polsce, w województwie opolskim, w powiecie opolskim, w gminie Murów.
Miejscowość wchodzi w skład sołectwa Stare Budkowice.

## Historia
Niemiecka nazwa miejscowości to Martinsgrün. 1 października 1948 r. nadano miejscowości, będącej wówczas związanej administracyjnie ze Starymi Budkowicami, polską nazwę Marcinek. 4 stycznia 1993 r. zmieniono nazwę miejscowości na Morcinek.

## Demografia
| Rok                | 2006 | 2007 | 2012 |
| Liczba mieszkańców | 74   | 74   | 71   |

(Źródła:.)